# Roberto Muzzi
Roberto Muzzi (Roma, 21 de setembro de 1971) é um ex-futebolista profissional italiano que atuava como atacante.

## Carreira
Roberto Muzzi começou na AS Roma, passou por Pisa Calcio, Cagliari Calcio, Udinese Calcio, e S.S. Lazio